# II. Rudolf osztrák herceg
II. Rudolf sváb herceg (Rheinfelden, 1270 – Prága, 1290. május 10.) I. Rudolf német király fia.

## Élete
1282 decemberében osztrák és stájer herceg lett bátyjával, Alberttel együtt. 1289-ben feleségül vette Csehországi Ágnest (1269–1296), II. Ottokár cseh király lányát. Házasságukból egy fiú született Parricida János. Még abban az évben meghalt amikor a fia született.
Megpróbálta megfelelően ellensúlyozni bátyja balsikereit, de ez harcot eredményezett a Habsburg-családon belül, ami abban teljesedett ki, hogy Rudolf fia 1308-ban merényletet követett el Albert ellen.
| Előző uralkodó: I. Rudolf | Ausztria hercege 1282 – 1290 | Következő uralkodó: I. Albert |